# Lauderdale-by-the-Sea
Lauderdale-by-the-Sea – miasto w Stanach Zjednoczonych, w stanie Floryda, w hrabstwie Broward.